# Museo del Grabado Español Contemporáneo

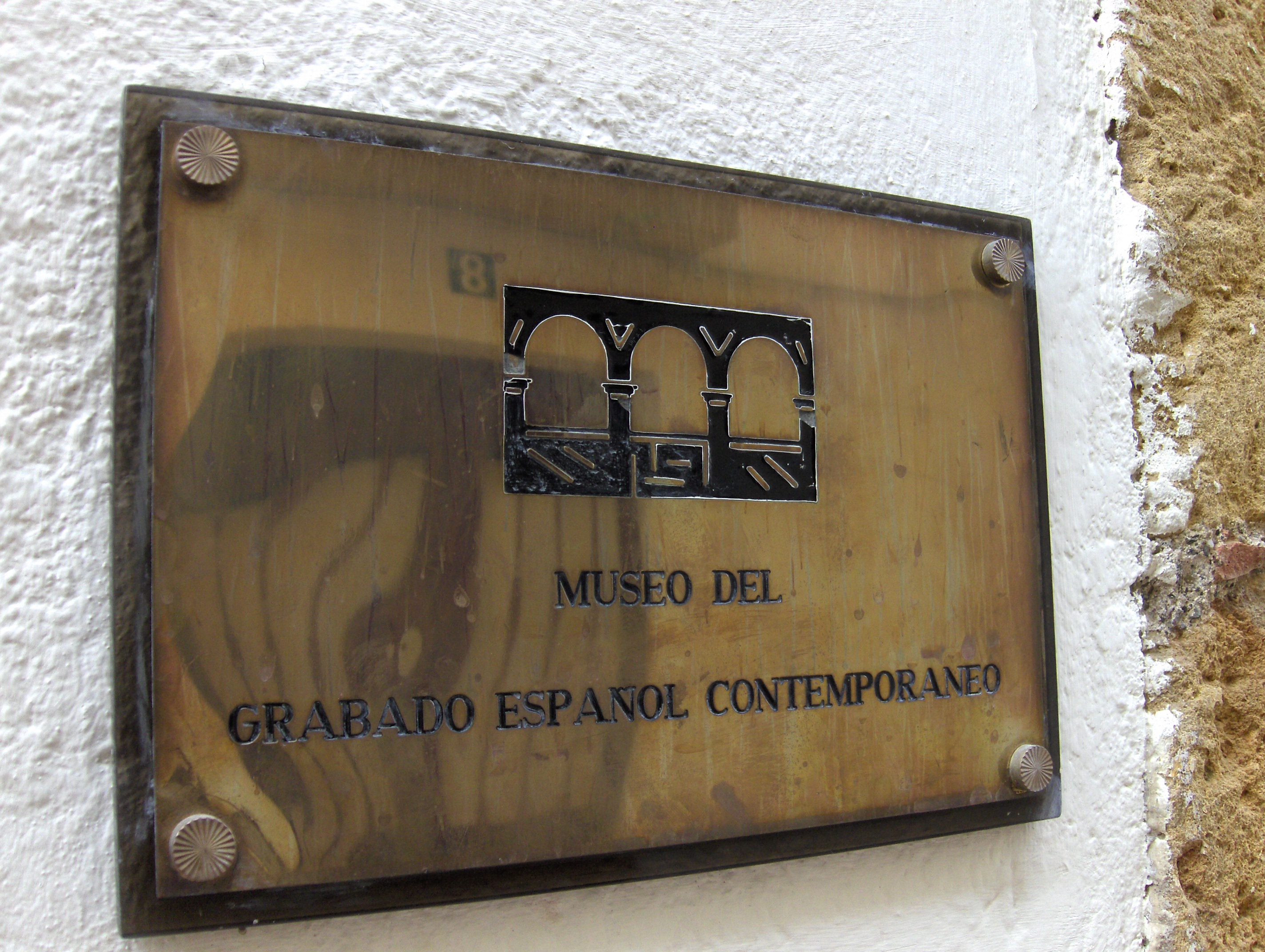
Placa en la entrada del museo

El Museo del Grabado Español Contemporáneo es un centro de propiedad municipal ubicado en Marbella, España.

## Breve reseña histórica
El Museo del Grabado Español Contemporáneo, inaugurado el 28 de noviembre de 1992, supone la plasmación del esfuerzo conjunto del Profesor de la Universidad Autónoma de Madrid, doctor don José Luis Morales y Marín (1945-1998), que, tras múltiples conversaciones con don José Manuel Vallés Fernández, que fue el primer Delegado Municipal de Cultura del M.I. Ayuntamiento de Marbella, donó para este fin su colección particular de más de dos mil grabados, y el M.I. Ayuntamiento de la ciudad, que habilitaría con este motivo su actual sede, el antiguo Hospital Bazán (un representativo conjunto de la arquitectura civil renacentista de la ciudad, fechado en el siglo XVI, y situado en el mismo casco antiguo de Marbella).
Desde su apertura, y por expreso deseo de su fundador, el Museo ha sido un centro vivo de reflexión y acción en torno al Arte con mayúsculas, pero también especialmente sobre el arte contemporáneo español y de manera fundamental el mundo de la obra gráfica original: exposiciones, premios nacionales de grabado, taller de grabado, conferencias, congresos, biblioteca especializada, etc.
En la actualidad la colección de la Fundación Museo del Grabado Español Contemporáneo ronda las cuatro mil estampas, englobando todo tipo de tendencias en un continuo intento de abarcar los más significativos autores del panorama artístico contemporáneo español: Picasso, Miró, Dalí, Chillida, Tápies, Pablo Serrano, Barceló, ... en una larga relación de nombres conocidos.

## Asociación de Amigos del Museo del Grabado Español Contemporáneo
Se creó en 1993, bajo la presidencia de María de Salamanca Caro, condesa de Los Llanos (fallecida en 2004). Sus miembros tienen acceso a entrada gratuita, información prioritaria, descuentos especiales y otras facilidades.
Organiza encuentros (conferencias, visitas guiadas,...), patrocina los premios de grabado "María de Salamanca" y "Asociación de Amigos del Museo del Grabado Español Contemporáneo" y colabora en todas aquellas actividades que organiza el Museo.

## Servicios del Museo
- Biblioteca especializada en arte y obra gráfica: catálogos de exposiciones, libros de ensayo e historia, revistas y publicaciones periódicas. Sólo consulta con cita previa.
- Tienda Museo: catálogos del Museo, libros de arte, suvenires.
- Visitas guiadas previa cita.
- Taller de grabado: cursos de iniciación a las técnicas del grabado y cursos monográficos especiales.